# Sóley Sesselja Bender

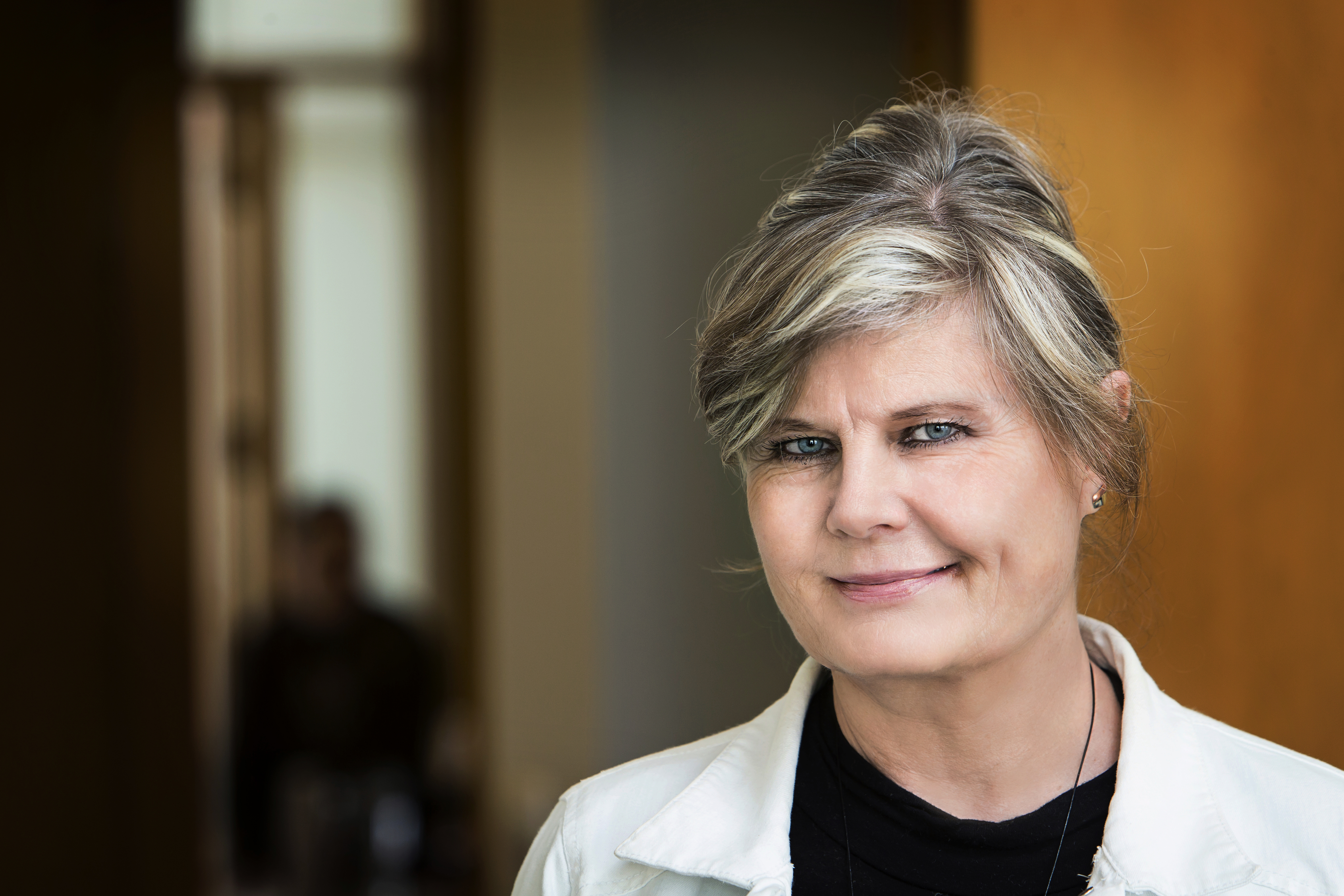
Sóley Bender (2016)

Sóley Sesselja Bender (* 26. Juli 1953 in Reykjavik/Island) ist eine isländische emeritierte Professorin an der Fakultät für Pflege- und Hebammenwissenschaft der Universität von Island (Háskóli Íslands). Ihr Spezialgebiet ist die sexuelle und reproduktive Gesundheitsversorgung.

## Leben
Sóley Sesselja Bender wuchs bis zum 10. Lebensjahr in Hveragerði auf und besuchte später die „Menntaskólinn í Reykjavík“, das älteste Gymnasium Islands. Im Jahr 1973 beendete sie erfolgreich diesen Schulbesuch und schrieb sich in das neue Pflegestudienprogramm der Universität Island ein. 1977 erwarb sie hier den akademischen Grad eines „Bachelor of Science in Krankenpflege“. Damit gehörte sie zum ersten Jahrgang der Absolventinnen dieses Studiengangs und war somit eine der ersten akademisch qualifizierten Pflegekräfte in Island. Von 1978 bis 1979 unterrichtete sie Epidemiologie und Familienplanung an der „Shanta Bhawan Nursing School“ in Kathmandu, Nepal, um Auslandserfahrung zu sammeln. Sie kehrte anschließend zunächst nach Island zurück und arbeitete in der Notaufnahme des Stadtkrankenhauses in Reykjavik. Es folgte ein Aufenthalt in Minneapolis (Minnesota, USA), wo sie am „St. Mary's Hospital“ arbeitete. Sie erhielt eine Zulassung als Pflegerin („licenced nurse“) in diesem Bundesstaat. Des Weiteren belegte sie Kurse für ein Masterstudium an der University of Minnesota. Aufgrund ihrer Erfahrungen in Nepal spezialisierte sie sich mit dem Fach „Familienplanungsverwaltung“ an der Abteilung für Geburtshilfe und Gynäkologie der Medizinischen Fakultät. 1983 erhielt sie dort den Masterabschluss. Nach ihrer Rückkehr nach Island übernahm sie von 1985 bis 1986 die Pflegedienstleitung an der Frauenklinik des Landspítali. Ab 1985 erteilte sie zudem Unterricht an der Universität Island. 2005 durchlief sie erfolgreich das Doktorandenprogramm in Gesundheitswissenschaften der Universität Island. Das Thema der Dissertation lautete „Schwangerschaft bei Jugendlichen“. 2007 erhielt Sóley Bender die Erlaubnis, als „Pflegeexpertin für sexuelle und reproduktive Gesundheit“ an der Frauenklinik des Universitätsklinikums „Landspitalí“ in Island im Bereich der kontrazeptiven Beratung zu praktizieren. Von 2003 bis 2007 war sie zunächst Vizedekanin und zwischen 2007 und 2009, in Nachfolge von Erla Kolbrún Svavarsdóttir, Dekanin der Fakultät für Krankenpflege der Universität Islands. 2009 folgte schließlich die Berufung als Professorin für Krankenpflege daselbst. Sóley Bender war 1992 Gründungsmitglied der „Isländischen Vereinigung für sexuelle und reproduktive Gesundheit“. Sie entwickelte ein Curriculum für Sexualerziehung an isländischen allgemein bildenden Schulen. Sie arbeitete zudem mit der WHO Abteilung Europa zu Fragen der sexuellen Gesundheit.

### Tätigkeit für die Weltgesundheitsorganisation
Zwischen 2007 und 2013 arbeitete Sóley Bender mit der Weltgesundheitsorganisation (WHO), Abteilung Europa, zu Fragen der sexuellen Gesundheit als Mitglied des „Regional Advisory Panel“. Mitsamt Vertretern anderer europäischer Länder wurde im Auftrag der WHO ein „Aktionsplan für sexuelle und reproduktive Gesundheit“ erstellt.

### Familie
Sóley S. Bender ist verheiratet mit Friðrik Kristján Guðbrandsson, einem Hals-Nasen-Ohren Arzt. Das Ehepaar hat drei Kinder und sieben Enkelkinder. Die Eltern von Sóley Bender waren der Autor Kristján S. Bender (1915–1975) und die Krankenschwester Þorbjörg Þórarinsdóttir Bender (1914–1994).

## Forschungsschwerpunkte
Sóley Bender befasste sich mit sexueller und reproduktiver Gesundheit und konzentrierte sich dabei insbesondere auf das Sexualverhalten von Jugendlichen, auf Schwangerschaften bei Jugendlichen, auf die Verwendung von Verhütungsmitteln und die Sexualerziehung von Jugendlichen. Auch Themen wie die Etablierung sexueller und reproduktiver Gesundheitsdienste oder das Sexualverhalten während und nach der Geburt gehörten zu Forschungsschwerpunkten.

## Publikationen (Auswahl)
- Sóley S. Bender (1988). ALNÆMISVARNIR Fræðsluefni og leiðbeiningar fyrir efstu bekki grunnskóla. Reykjavík: Heilbrigðis-og tryggingamálaráðuneytið og menntamálaráðuneytið.
- Sóley S. Bender (1989). ALNÆMISVARNIR. Fræðsluefni og leiðbeiningar fyrir framhaldsskóla. Reykjavík: Heilbrigðis-og tryggingamálaráðuneytið og menntamálaráðuneytið.
- Sóley S. Bender (2005). Adolescent pregnancy
- Sóley S. Bender (2006). Þróun kynheilbrigðisþjónustu fyrir unglinga. Í Helga Jónsdóttir (Ritstj.), Frá innsæi til inngripa: þekkingarþróun í hjúkrunar- og ljósmóðurfræði (bls. 323-341). Reykjavík: Hið íslenska bókmenntafélag.
- Sóley S. Bender (2007). Teenagerschwangerschaften in Island. In: BZgA, Forum 2 (3)
- Sóley S. Bender (2010). Kynveruleiki í ljósi kynheilbrigðis. Kynfræðsluefni fyrir 8. bekk grunnskólans. Tilraunaútgáfa til forprófunar.
- Sóley S. Bender, Guðbjörg Edda Hermannsdóttir og Solveig Jóhannsdóttir (2001). Ungt fólk og heilbrigt kynlíf. Reykjavík: Fræðslusamtök um kynlíf og barneignir. Útgáfa fyrir tilraunakennslu. Ætlað til kennslu í framhaldsskólum.
- Sóley S. Bender (2019). Seit 20 Jahren Beratung zur Empfängnisverhütung in der Frauenabteilung des Landspitals. In: Midwifery Journal 97 (1), pp. 20 f.